# 站直啰！别趴下
站直啰！别趴下（英語：Stand Straight, Don't Bend Over），是中国大陆导演黄建新执导的一部电影，于1993年11月6日正式上映。该片根据作家邓刚小说《左邻右舍》改编，讲述了同一栋居民公寓的三位处于不同社会地位的人所发生的一系列日常琐事。

## 剧情概要
作家高文夫妇搬至新家居住。其邻居张永武长期蛮横，连续赶走了四家邻居，他们是第五家。而另一邻居刘干部则反应较为异常，他平常一般不帮忙，但却于当日帮助高文夫妇搬运家具。
第二天清晨，张永武的妻子张太太将垃圾扫入高文家的门前，高文随即使用除臭灵对其进行除臭，后被张永武发现，导致其与张永武发生争执。当张永武听闻高文于作家协会工作时，张永武认为他将来可以专门给自己写状子，互相帮助，二人就此达成和解。之后张永武的几个小跟班送给其一条黑背（即德国牧羊犬），然而在凌晨吵得周围邻居无法入睡，被邻居刘干部举报，导致警察连狗带人一起带至公安局。张永武在第二天清晨与张太太一起因此事与刘干部大闹矛盾，高文给警察打电话才平息了事。
不久后，张永武辞职办龙鱼公司，并成为该公司的总经理。刘干部怀疑张在赚取不义之财，此刻恰好正值女儿刘美高考落榜，遂刘干部派其女儿前往张永武家做“克格勃特务”，摸清张公司之间的关系。但是而后两人发生了矛盾，刘美“辞职”，计划就此败北。
此后，张的公司经营上遇到了困难，急需大量小草鱼。刘干部想起了自己的姚姐夫在某水库担任副主任，遂邀请他承包张公司的小草鱼订单。张邀请邻居刘干部以及集体前往乡下体验生活的高文参加新创办的合资公司的开张宴会。结束后向高文表达了自己想占用其房子扩张公司面积的想法，高文夫妇在几天后迫于形势匆忙搬迁……

## 演员表
| 演员   | 角色           |
| ------ | -------------- |
| 冯巩   | 高文（高作家） |
| 牛振华 | 张永武         |
| 达式常 | 刘干部         |
| 张鹭   | 高太太         |
| 刘小惠 | 刘太太         |
| 傅丽莉 | 张太太         |
| 马双庆 | 老孙头         |
| 杨博   | 张儿           |
| 徐路   | 刘美（小美）   |
| 瞿颖   | 小惠           |
| 罗京民 | 小六子         |
| 杨亚洲 | 魏警官         |

## 电影荣誉
| 年份   | 颁发机构              | 奖项       | 被提名人           | 结果 | 参考资料 |
| ------ | --------------------- | ---------- | ------------------ | ---- | -------- |
| 1993年 | 第13届中国电影金鸡奖  | 最佳女配角 | 傅丽莉             | 提名 | [ 2 ]    |
| 1993年 | 第13届中国电影金鸡奖  | 最佳剪辑   | 张晓东             | 獲獎 | [ 2 ]    |
| 1993年 | 第16届大众电影百花奖  | 最佳男配角 | 冯巩               | 獲獎 | [ 3 ]    |
| 1993年 | 第1届北京大学生电影节 | 最佳影片奖 | 《站直啰！别趴下》 | 獲獎 | [ 4 ]    |